# Turzyca Oedera

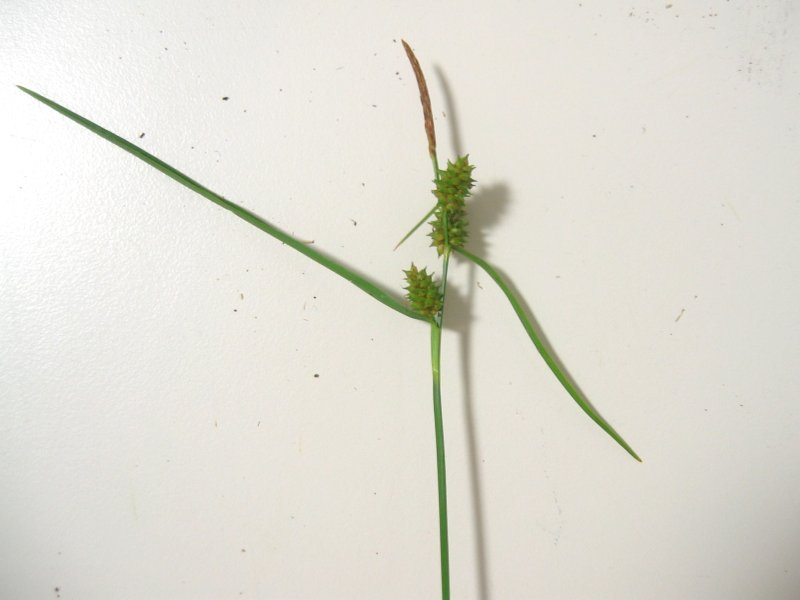
Kwiatostan

Turzyca Oedera (Carex oederi Retz.) – gatunek byliny z rodziny ciborowatych. Występuje na rozległych obszarach Europy, w zachodniej Azji i w Ameryce Północnej. W Polsce spotykany jest dość często na całym obszarze.

## Rozmieszczenie geograficzne
Zwarty zasięg obejmuje niemal całą Europę bez wschodnich i południowych jej krańców, gdzie rośnie na rozproszonych stanowiskach. Gatunek obecny jest w północno-zachodniej Afryce, na Maderze, Azorach, w południowej Grenlandii, w północnej części Ameryki Północnej (najdalej na południe sięga w Górach Skalistych i wzdłuż wybrzeży Oceanu Spokojnego). Występuje także w północnej części Wysp Japońskich, na Sachalinie i Kamczatce oraz w górach Azji Środkowej i południowej Syberii. W Polsce gatunek znany jest z licznych stanowisk rozprzestrzenionych w całym kraju.

## Morfologia
PokrójRoślina tworząca niskie, jasnozielone kępy osiągające 5–15, rzadziej do 20 cm wysokości. Łodygi są okrągławe na przekroju, wzniesione, zwykle podobnej długości lub krótsze od liści.
LiścieJasnozielone, u nasady z pochwami jasnymi (słomiastymi) i włóknistymi. Blaszki liściowe rynienkowate na przekroju, szerokości 1,5–3 mm.
KwiatyZebrane w szczytowy, dość zwarty kwiatostan złożony z kilku kłosków o łącznej długości 2–4 cm. Składa się on z kłosa szczytowego zawierającego kwiaty męskie (czasem u nasady powstają też kwiaty żeńskie, rzadko kwiatostanu męskiego brak) oraz zwykle czterech, rzadziej trzech, pięciu lub sześciu kłosków z kwiatami żeńskimi, siedzących u podstawy kwiatostanu męskiego, przy czym czasem najniższy kłosek jest nieco oddalony od pozostałych. Cały kwiatostan złożony wsparty jest dłuższą od niego podsadką wzniesioną lub odstającą. Kwiaty żeńskie i później owoce wsparte są przysadkami jasnobrązowymi, z jaśniejszym grzbietem, zaostrzonymi, ale bez ości na szczycie.
OwoceProste lub nieco łukowato wygięte pęcherzyki o długości zwykle do 2,5 mm, zielonkawe, z prostym dzióbkiem.
Gatunki podobneInne gatunki z sekcji Ceratocystis – w Europie Środkowej: turzyca żółta C. flava, turzyca łuszczkowata C. lepidocarpa, turzyca drobna C. demissa, turzyca Hosta C. hostiana. Rośliny te zwykle mają łodygi wyraźnie wyższe (poza turzycą drobną, która ma łodygi krótkie, ale zwykle łukowato wygięte), czasem kanciaste (zwłaszcza turzyca żółta), a liście szersze (do 5 mm, tylko u łuszczkowatej do 3,5 mm). Turzyca łuszczkowata wyróżnia się osadzeniem kwiatostanu męskiego na szypule długości 1 cm lub dłuższej, kłos ten osadzony jest na szypułce także u turzycy drobnej. Turzyca Hosta wyróżnia się kłoskami żeńskimi wydłużonymi i ciemnobrązowymi przysadkami.

## Biologia i ekologia
Turzyca Oedera jest byliną kwitnącą w czerwcu, owocującą do sierpnia. Rośnie w miejscach mocno wilgotnych, na powierzchniach odsłoniętych – ze zniszczoną z różnych powodów pokrywą roślinną i na brzegach wód, zwłaszcza w miejscach, gdzie lustro wody opada; na siedliskach zarówno żyznych, jak i oligotroficznych, o różnym odczynie, czasem także na słonych łąkach.

## Systematyka i zmienność
Gatunek z sekcji Ceratocystis z rodzaju turzyca Carex.
Poza odmianą typową (Carex oederi var. oederi) wyróżnia się Carex oederi var. bergrothii (Palmgr.) Hedrén & Lassen.
Gatunek tworzy mieszańce z innymi gatunkami z sekcji, wyróżniające się cechami pośrednimi i obecnością wielu pustych pęcherzyków. Opisano mieszańce m.in. z żółtą C. flava (C. × subviridula), z turzycą Hosta C. hostiana (C. ×pauliana F.W.  Schultz), z turzycą łuszczkowatą C. lepidocarpa (C. × schatzii), z turzycą drobną C. demissa, z turzycą odległokłosą Carex distans (C. ×gogelana Podp.), z wyciągniętą C. extensa (C. ×krauseana Cif. & Giac.).